# Beloussowo
Beloussowo (russisch Белоу́сово) ist eine Kleinstadt in der Oblast Kaluga (Russland) mit 8412 Einwohnern (Stand 14. Oktober 2010).

## Geographie
Die Stadt liegt etwa 70 km nordnordöstlich der Oblasthauptstadt Kaluga an der Dyrotschnaja, einem linken Zufluss des Oka-Nebenflusses Protwa.
Beloussowo gehört zum Rajon Schukow und ist von dessen Verwaltungszentrum Schukow acht Kilometer in nordwestlicher Richtung entfernt. Nur knapp vier Kilometer westlich von Beloussowo befindet sich das Stadtzentrum der Großstadt Obninsk, die einen eigenen Stadtkreis bildet.

## Geschichte
Das frühere Dorf Beloussowo entwickelte sich seit den 1950er-Jahren im Zusammenhang mit dem schnellen Wachstum des nahen Obninsk, wo 1954 das erste kommerziell genutzte Kernkraftwerk der Welt in Betrieb gegangen war. In Beloussowo entstanden verschiedene Versorgungsbetriebe. 1962 erhielt der Ort den Status einer Siedlung städtischen Typs und am 28. Dezember 2004 schließlich die Stadtrechte.

### Bevölkerungsentwicklung
| Jahr | Einwohner |
| ---- | --------- |
| 1970 | 5.990     |
| 1979 | 7.319     |
| 1989 | 11.886    |
| 2002 | 8.515     |
| 2010 | 8.412     |

Anmerkung: Volkszählungsdaten

## Kultur und Sehenswürdigkeiten
In Beloussowo steht die neu (nach 2003) erbaute Jelissaweta-Feodorowna-Kirche.

## Wirtschaft und Infrastruktur
In Beloussowo gibt es Betriebe der Lebensmittel- und der Textilindustrie. Unweit der Stadt treffen sich Erdgaspipelines aus und in Richtung Moskau, Brjansk und Jelez; dort befindet sich eine Kompressorenstation und eine regionale Betriebsstätte des Betreibers Mostransgas. Daneben ist Beloussowo Wohnvorort für die nahegelegene Großstadt Obninsk.
Die nächstgelegene Eisenbahnstation befindet sich ebenfalls in Obninsk an der Strecke Moskau – Brjansk – Kiew. Durch Beloussowo verläuft die Fernstraße A101, die Moskau mit der Grenze zu Belarus westlich von Roslawl verbindet. Wenig südwestlich von Beloussowo kreuzt die A101 die Fernstraße M3, die Moskau mit der ukrainischen Grenze in Richtung Kiew verbindet. In Beloussowo zweigt die Oblaststraße ab, die dem linken Ufer der Protwa über Schukow, Kremjonki und das bereits in der benachbarten Oblast Moskau gelegene Protwino nach Serpuchow folgt.